# São Pedro do Esteval
São Pedro do Esteval é uma povoação portuguesa sede da Freguesia de São Pedro do Esteval do Município de Proença-a-Nova, freguesia com 60,96 km² de área e 406 habitantes (censo de 2021), tendo, por isso, uma densidade populacional de 6,7 hab./km².
Está situada no extremo sul do município, em terreno árido, quase estéril, limitado a norte e poente pelas freguesias de Proença-a-Nova e de Peral, a sul pelo Município de Mação e a nascente pela Freguesia de Fratel do Município de Vila Velha de Ródão.

## História
A origem da povoação é segredo ciosamente guardado pelo tempo. A primeira notícia que temos dela data de 1554, quando era já povoação de certa importância, a ponto de merecer que a separassem de Proença-a-Nova e constituíssem em sede de freguesia.
Teve juiz de «vintena» e juiz «pedaneo». A partir de 1837 formou um Julgado de Paz juntamente com a freguesia de Peral, sendo escolhida para sede.
São Pedro do Esteval e Sobreira Formosa são as freguesias que têm vindo a perder mais habitantes nas últimas décadas no Município de Proença-a-Nova.

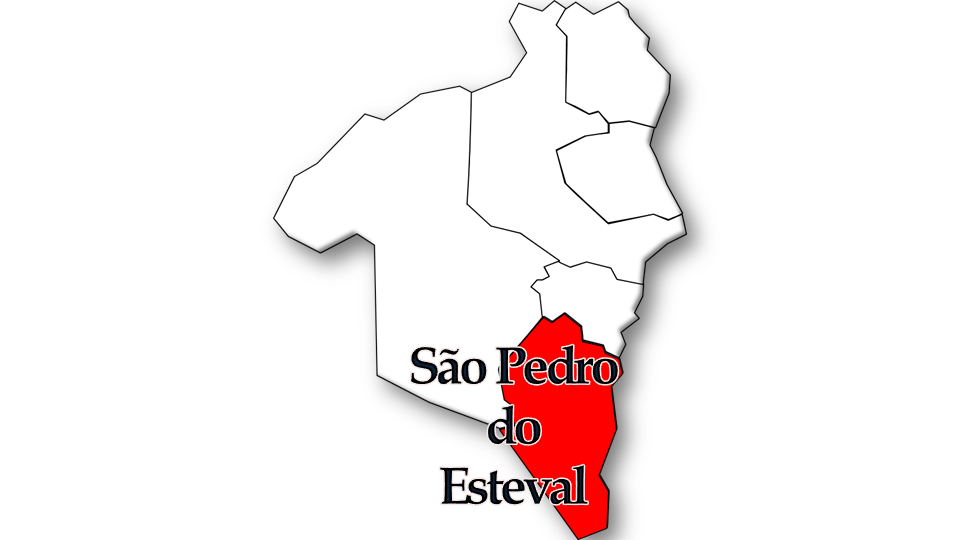
Localização da freguesia no Município de Proença-a-Nova

## Demografia
Nota: Nos censos de 1864 a 1930 figura com a designação de Esteval (S. Pedro)
A população registada nos censos foi:
| Ano  | 0-14 Anos | 15-24 Anos | 25-64 Anos | > 65 Anos |
| 2001 | 75        | 81         | 290        | 220       |
| 2011 | 34        | 53         | 235        | 205       |
| 2021 | 18        | 23         | 185        | 180       |

## Atividades económicas
Produz azeite de óptima qualidade, centeio, fruta, mel e pouco mais, culturas de sempre a aproveitar aquilo que o terreno consegue dar. Exploração florestal, pastorícia, pequeno comércio e serralharia. Também hoje como ontem se aproveita a caça abundante dos montes vizinhos e, sobretudo, o bom peixe do Rio Ocreza que em tempos idos constituiu riqueza inestimável.

## Cultos e lendas
Nem só por causa do peixe saboroso e abundante o povo de São Pedro do Esteval sentiu sempre particular interesse pelo rio que lhe passa a leste e sul. E encontrou nas suas águas o remédio quase milagroso para os males de estômago, virtude comum à água da fonte que existiu nesse tempo perto da igreja. E, porque falámos em milagres, vem a propósito referir um caso curioso que envolve o patrono da igreja, S. Pedro. Consta que uma terrível praga de insetos caiu, em tempos, sobre as hortas e searas de Proença-a-Nova e arredores, devorando tudo. E o povo, alarmado e impotente para lhe fazer face, acolheu-se à proteção do Apóstolo, venerado na matriz de São Pedro do Esteval, implorando os seus favores e prometendo em acção de graças organizar solene romaria. As suas preces foram ouvidas e o povo não esqueceu as promessas organizando solenes festejos no dia 22 de fevereiro, a ponto de o dia vir a ser considerado «de guarda», em Proença-a-Nova. Só em 1910 se acabou com essa prática mas ainda há quem, nesse dia, não vá à fonte nem à horta.

## Ensino

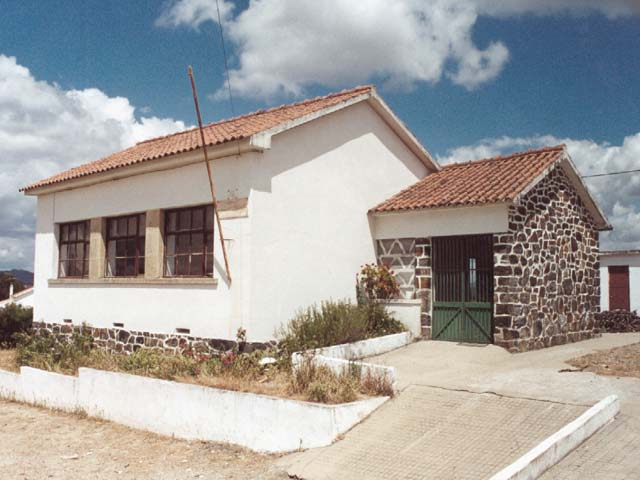
Escola do 1ºciclo São Pedro do Esteval

A instrução apareceu em 1863, por iniciativa das Juntas de Paróquia de São Pedro do Esteval e Peral que pediram superiormente a criação de uma escola primeira localidade. Assim aconteceu, sendo nomeado para professor um certo António da Silva, de Cardigos. Actualmente já não existe nenhuma escola em funcionamento na freguesia, tendo as escolas da aldeia de Lameira d'Ordem e de São Pedro do Esteval encerrado por falta de alunos.

## Festas e romarias
- Nossa Senhora da Ajuda - Páscoa
- Festa do Bodo - 2º fim de semana de agosto
- São Pedro - 22 de agosto

## Património cultural e edificado
- Ponte Romana

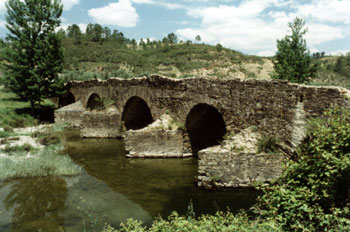
Ponte Romana de São Pedro do Esteval

- Igreja Matriz - (Provavelmente anterior à fundação da freguesia, em 1554. O seu Orago é São Pedro que se venera no altar-mor, existindo mais dois altares dedicados a Nossa Senhora do Rosário e a São Sebastião)
- Capela de São João
- Capela de Nossa Senhora da Ajuda
- Forno Público
- Arquitectura Tradicional

## Locais de interesse turístico
- Moinhos de água
- Zona piscatória (Ribeira da Pracana e da Freixada)
- Paisagem natural

## Gastronomia

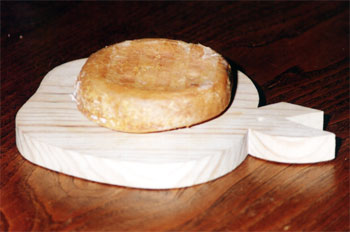
Queijo de Cabra

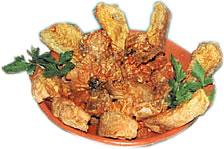
Afogado da Boda

- Maranho
- Salada de Almeirão
- Queijo de cabra
- Tigelada
- Mel
- Afogado da Boda

## Artesanato
- Albardaria
- Alfaiataria
- Ferraria

## Coletividades
- Associação Estevalense
- Associação de Caçadores
- Associação de Apicultores e Pescadores
- Centro Cultural e Recreativo da Murteirinha
- Centro Cultural e Recreativo de Lameira de Ordem

## Lugares da freguesia
Além da sede, a Freguesia de São Pedro do Esteval engloba os seguintes lugares:
- Lameira de Ordem
- Lameira Martins
- Murteirinha
- Naves
- Padrão
- Palhota
- Redonda
- Monte Fundeiro
- Borracheira
- Vale Canhestro
- Vale Madeirinho
- Monte Rodrigo